# Bertrand Gachot
Bertrand Jean-Louis Gachot (Lussemburgo, 23 dicembre 1962) è un ex pilota automobilistico belga con cittadinanza francese.
Nato in Lussemburgo da padre francese e madre tedesca, ebbe la cittadinanza francese ma corse con licenza belga, gareggiando per sei stagioni in Formula 1.

## Carriera

### Categorie minori
La carriera automobilistica di Bertrand Gachot inizia nel 1984 con la Benelux Formula Ford series. Nel 1987 passa in Formula 3 britannica, dove arriva secondo. L’anno dopo, forte di alcuni buoni risultati nelle precedenti categorie, passa in Formula 3000 con il Team Spirit. Arriva quinto in campionato con una vittoria al Gran Premio di casa a Zolder.

### Formula 1

#### Onyx e Coloni (1989-1990)
Gachot debutta in Formula 1 nel 1989 con il team Onyx dell'eccentrico miliardario Jean-Pierre van Rossem, e per ultime due gare del 1989 corse con il team Rial. Poi nel 1990 c'era stata l'esperienza nel piccolo team italiano Coloni, motorizzata con il boxer 12 cilindri della Subaru, che rende la vettura pesante ed inguidabile. La stagione si conclude senza nessuna qualificazione da parte del belga.

#### L'anno in Jordan e l'arresto (1991)

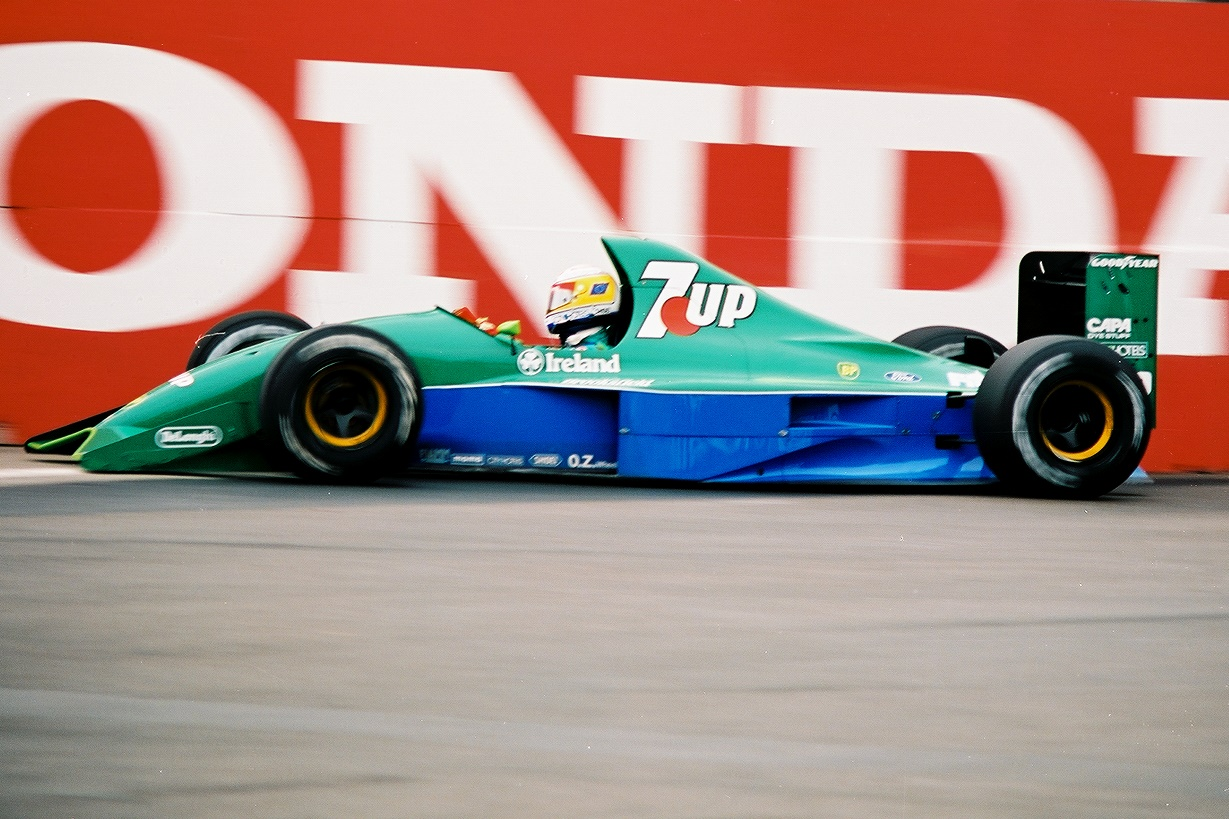
Gachot alla guida della sua Jordan nel Gran Premio degli Stati Uniti 1991.

Al termine della stagione 1990, il costruttore Eddie Jordan, noto agli appassionati per la partecipazione dei suoi team alle formule minori, annuncia di voler prendere parte alla successiva stagione della massima serie con il suo team di Formula 1, la Jordan Grand Prix. A pilotarla sono chiamati il romano Andrea De Cesaris e Gachot.
Gachot e De Cesaris ottengono discreti risultati a bordo della sorprendente Jordan 191, con il belga che ottiene i suoi primi punti iridati in Formula 1 e i primi della Jordan in Canada, e successivamente in Gran Bretagna e in Germania. Tutto sembra andare per il meglio, fino al clamoroso arresto del belga. Nel dicembre 1990, durante una lite con un tassista nel centro di Londra, dovuta ad un tamponamento, per difendersi spruzza uno spray urticante acquistato in Germania sugli occhi del malcapitato avversario, ma, non sapendo che la bomboletta fosse illegale in Inghilterra, in quanto equiparata ad un'arma, viene arrestato e condannato a 11 mesi di carcere diversi mesi dopo, pochi giorni prima del Gran Premio del Belgio. La sua detenzione si prolunga per mesi, minando il suo equilibrio psicofisico, senza che si intraveda una possibilità di uscita e solo dopo una lunga battaglia legale, con petizioni dei suoi colleghi piloti, uno sconto di pena di 2 mesi ed interrogazioni al Parlamento europeo da parte di deputati di varie nazioni, ottiene di nuovo la libertà.
La sua carriera è però ormai definitivamente compromessa. Si era presentato a Suzuka per correre il Gran Premio del Giappone, ma scopri di essere stato sostituito da Eddie Jordan da un promettente pilota tedesco, il ventiduenne Michael Schumacher, che in quel periodo si stava mettendo in luce nel Campionato del Mondo Sport Prototipi (noto all'epoca come Gruppo C). Gachot torna in Formula 1 in tempo per la fine della stagione 1991 in Australia, firmando un contratto con la Larrousse, senza però riuscire a qualificarsi. 

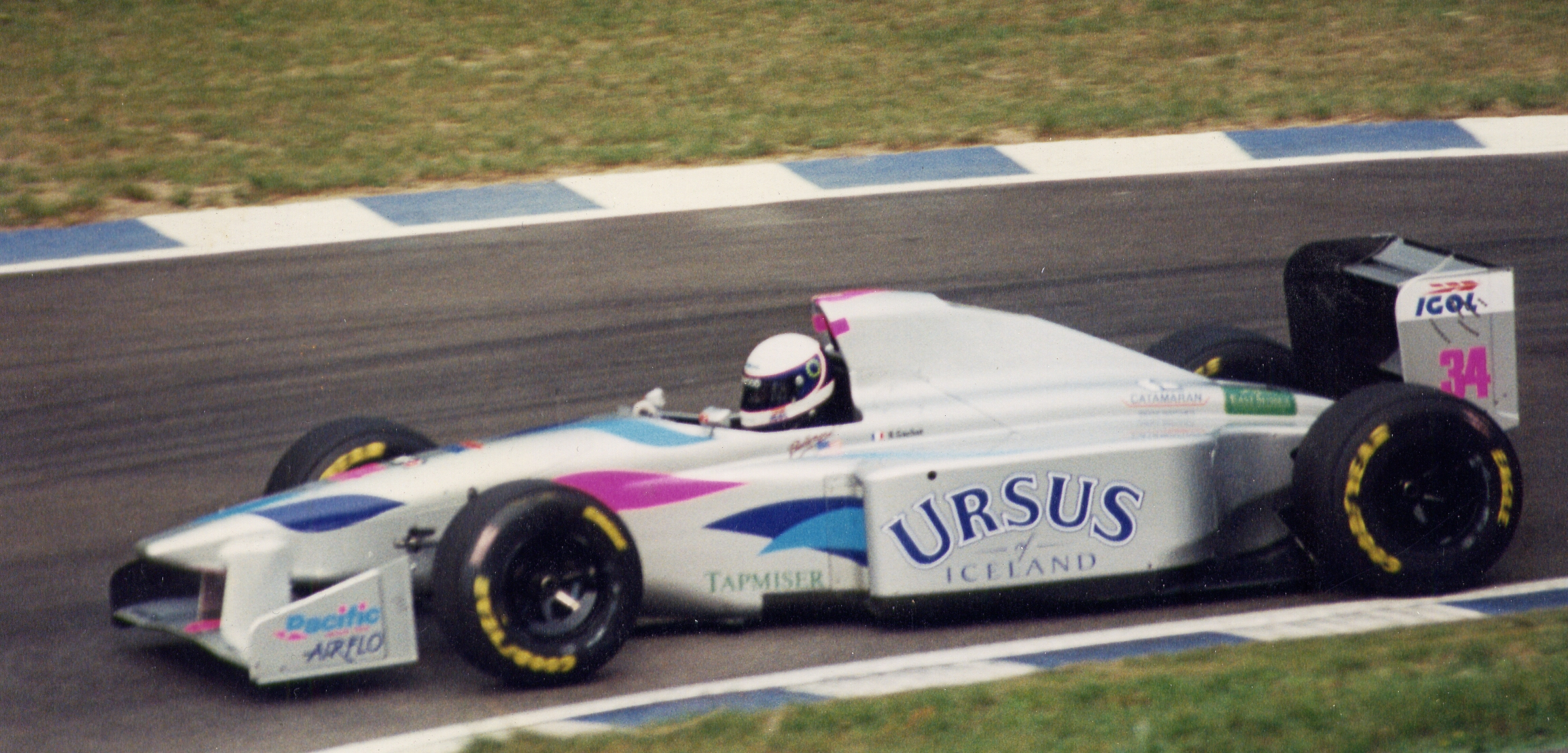
Gachot alla guida della sua Pacific nel Gran Premio di Germania 1994.

#### Larrousse e Pacific (1992-1995)
Rimane con la scuderia francese per tutto il 1992, ottenendo 1 punto al Gran Premio di Monaco. Nel 1994 venne ingaggiato dal neonato team Pacific Racing come prima guida al fianco di Paul Belmondo, ma la mancanza di competitività della vettura non gli permise che qualche qualificazione e molti ritiri. Abbandonò la Formula 1 alla fine del 1995 insieme al team d'appartenenza, la Pacific (di cui era diventato socio), che era alle prese con una crisi finanziaria insanabile.

#### Vetture Sport

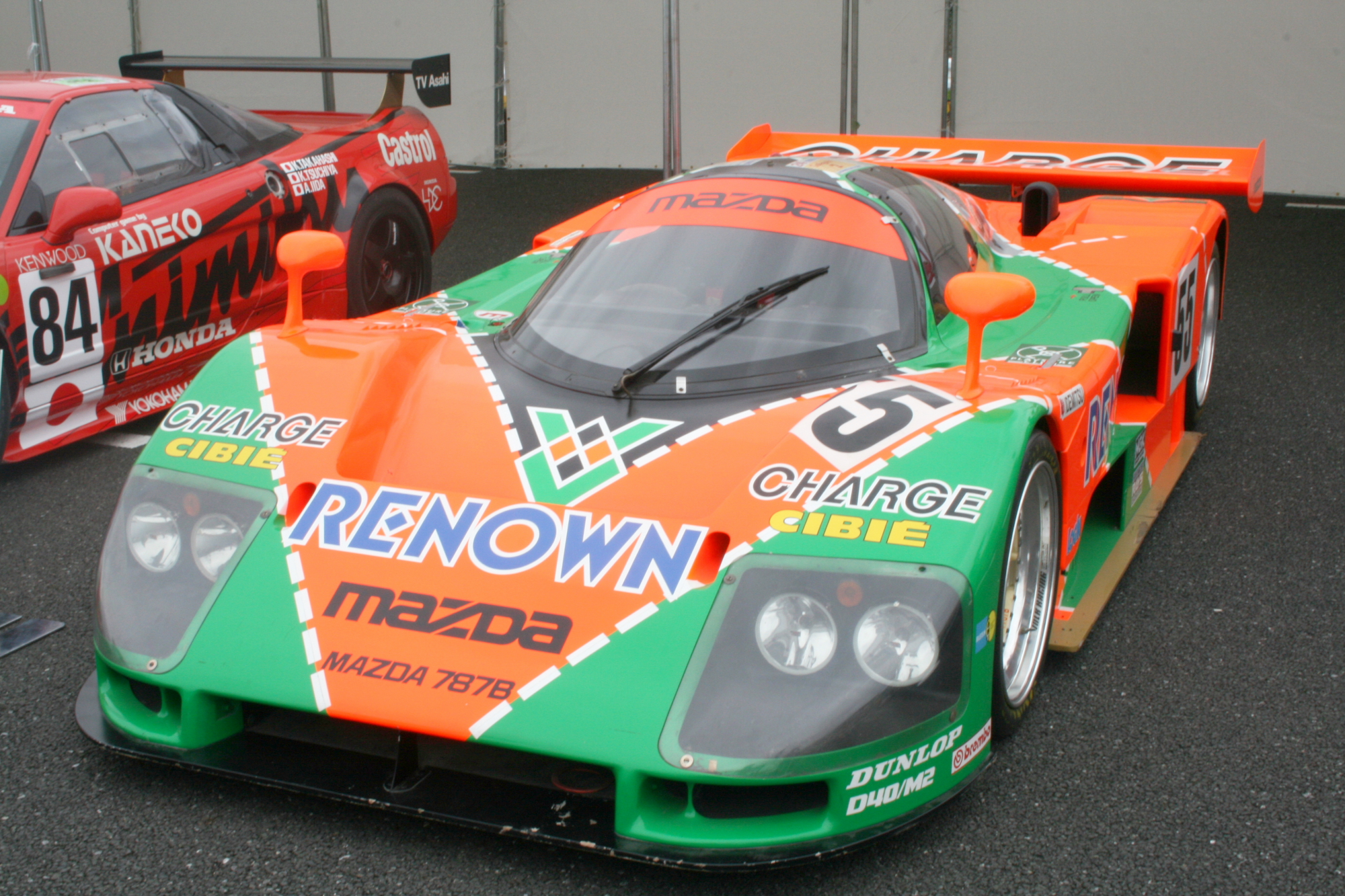
La Mazda 787B, vincitrice della 24 Ore di Le Mans 1991.

Oltre che in Formula 1 Gachot ha corso anche nella 24 Ore di Le Mans, portando, nella 24 Ore di Le Mans 1991 alla guida di una Mazda 787B assieme a Johnny Herbert e Volker Weidler, la prima vittoria un propulsore rotativo (il motore Wankel) nella 24 Ore di Le Mans. Prese parte anche all'edizione 1997, con una Porsche 911 GT1, assieme ad Andy Evans e Christophe Bouchut. Finì venticinquesimo.

## Attività imprenditoriale
Nonostante Gachot si fosse ritirato dalla Formula 1 al termine del 1995, rimarrà nello sport sotto forma di Sponsor. Acquisterà la Hype Energy Drinks nel 2000, una azienda produttrice di bevande energetiche. La Hype farà da Sponsor alla Force India dal 2015 al 2018, quando nella metà del 2018 il team verrà acquistato dal milionario Lawrence Stroll (padre di Lance Stroll, che corre nel team di Lawrence), cambiando nome in Racing Point. Lo sponsor rimarrà anche per il resto della stagione con la Racing Point, ma nel 2019 la Hype perderà la sponsorizzazione con il team di Silverstone.

## Casco
Gachot fu tra i primi sostenitori dell'identità europea, forse per via del suo “miscuglio culturale” in famiglia, manifestando questo suo "orgoglio nazionalista" attraverso il proprio casco. Durante la sua carriera nella massima Formula, infatti, Gachot, utilizzò sempre un casco che, come personalizzazione, riprendeva i colori della bandiera dell'Unione europea.

## Risultati completi in Formula 1
| 1989 | Scuderia    | Vettura      |     |     |     |     |     |     |    |    |    |     |     |     |  |  |    |    |  | Punti | Pos. |
| ---- | ----------- | ------------ | --- | --- | --- | --- | --- | --- | -- | -- | -- | --- | --- | --- |  |  | -- | -- |  | ----- | ---- |
| 1989 | Onyx / Rial | ORE-1 / ARC2 | NPQ | NPQ | NPQ | NPQ | NPQ | NPQ | 13 | 12 | NQ | Rit | Rit | Rit |  |  | NQ | NQ |  | 0     |      |

| 1990 | Scuderia | Vettura   |     |     |     |     |     |     |     |     |     |     |    |    |    |    |    |    |  | Punti | Pos. |
| ---- | -------- | --------- | --- | --- | --- | --- | --- | --- | --- | --- | --- | --- | -- | -- | -- | -- | -- | -- |  | ----- | ---- |
| 1990 | Coloni   | C3B / C3C | NPQ | NPQ | NPQ | NPQ | NPQ | NPQ | NPQ | NPQ | NPQ | NPQ | NQ | NQ | NQ | NQ | NQ | NQ |  | 0     |      |

| 1991 | Scuderia           | Vettura    |    |    |     |   |   |     |     |   |   |   |  |  |  |  |  |    |  | Punti | Pos. |
| ---- | ------------------ | ---------- | -- | -- | --- | - | - | --- | --- | - | - | - |  |  |  |  |  | -- |  | ----- | ---- |
| 1991 | Jordan / Larrousse | 191 / LC91 | 10 | 13 | Rit | 8 | 5 | Rit | Rit | 6 | 6 | 9 |  |  |  |  |  | NQ |  | 4     | 13º  |

| 1992 | Scuderia  | Vettura |     |    |     |     |     |   |    |     |     |    |     |    |     |     |     |     |  | Punti | Pos. |
| ---- | --------- | ------- | --- | -- | --- | --- | --- | - | -- | --- | --- | -- | --- | -- | --- | --- | --- | --- |  | ----- | ---- |
| 1992 | Larrousse | LC92    | Rit | 11 | Rit | Rit | Rit | 6 | SQ | Rit | Rit | 14 | Rit | 18 | Rit | Rit | Rit | Rit |  | 1     | 19º  |

| 1994 | Scuderia | Vettura |     |    |     |     |     |     |    |    |    |    |    |    |    |    |    |    |  | Punti | Pos. |
| ---- | -------- | ------- | --- | -- | --- | --- | --- | --- | -- | -- | -- | -- | -- | -- | -- | -- | -- | -- |  | ----- | ---- |
| 1994 | Pacific  | PR01    | Rit | NQ | Rit | Rit | Rit | Rit | NQ | NQ | NQ | NQ | NQ | NQ | NQ | NQ | NQ | NQ |  | 0     |      |

| 1995 | Scuderia | Vettura |     |     |     |     |     |     |     |    |  |  |  |  |  |  |     |     |   | Punti | Pos. |
| ---- | -------- | ------- | --- | --- | --- | --- | --- | --- | --- | -- |  |  |  |  |  |  | --- | --- | - | ----- | ---- |
| 1995 | Pacific  | PR02    | Rit | Rit | Rit | Rit | Rit | Rit | Rit | 12 |  |  |  |  |  |  | Rit | Rit | 8 | 0     |      |

| Legenda | 1º posto     | 2º posto | 3º posto    | A punti         | Senza punti/Non class.  | Grassetto – Pole position Corsivo – Giro più veloce |
| Legenda | Squalificato | Ritirato | Non partito | Non qualificato | Solo prove/Terzo pilota | Grassetto – Pole position Corsivo – Giro più veloce |